# Stanovsko gledališče
Stanovsko gledališče na Kongresnem trgu v Ljubljani je bilo v predhodnici zgradbe, v kateri danes domuje Slovenska filharmonija.

## Zgodovina
V drugi polovici 18. stoletja so na vzhodnem delu današnjega Kongresnega trga v Ljubljani zgradili poslopje za eno prvih gledališč na takratnem slovenskem ozemlju. 
Na Valvasorjevi veduti Ljubljane in Florjančičevem zemljevidu iz leta 1744 je na tem mestu vidna deželna jahalnica, ki je bila zgrajena v 17. stoletju. Jahalnica je nastala pred vicedomskim dvorcem oziroma pred vicedomskimi vrati. Gledališke predstave so se do izgradnje Stanovskega gledališča odvijale v Mestni hiši ali v omenjeni jahalnici. Leta 1756 so kranjski deželni stanovi naročili za prezidavo jahalnice v deželno stanovsko gledališče. Zasnovo in maketo je izdelal arhitekt Candido Zulliani. Izvedbeni projekt je izdelal deželni arhitekt Lovrenc Prager (1720 – 1791). Gradnja se je začela junija 1765 in bila dokončana v šestih mesecih. Pri gradnji je sodeloval tudi stavbni izvedenec in gledališki nadzornik, ljubljanski vedutist Joseph Leopold Wiser pl. Berg. Za slikarska dela sta avtorja Dunajčana Johann Gfall in Mittermayer.
Baročno gledališče je bilo enakega tlorisa kot jahalnica, na to so dozidali dve nadstropji in vse prekrili s štirikapno streho. Glavna fasada je dobila trikotno čelo, okrašeno s štukaturo in altano nad vhodnim portalom. Nad pritličjem so bili pilastri s preprostimi kapiteli, vogala pa sta bila členjena z rusticiranima trakovoma. Okna v prvem nadstropju so imela profilirane preklade, v drugem nadstropju pa so bila manjša in kvadratna. Velika lira na sredini je poudarjala namembnost stavbe. Druge fasade niso bile posebej členjene. Notranjost je bila izdelana iz lesa. Zidani so bili le zunanji zidovi. V gledališču je bilo 400 sedežev in 200 stojišč. Svetili so z lojenicami, občasno tudi z voščenkami. V stavbi je bilo tudi specialno gasilsko orodje.
Zgradba je bila pogosto prenavljana. Leta 1788 so v parterju klopi nadomestili z usnjenimi sedeži. Leta 1829 je bila prenovljena tako zunaj kot znotraj. Predelali so lože in zgradili nov oder skupaj z opremo. Med letoma 1845 in 1846 so gledališče že drugič temeljito prenovili in posodobili. Gledališče je dobilo klasicistično podobo. Fasado je dobila velike slepe arkade, s pravokotnimi in polkrožnimi okni. Trikotno čelo so zapolnili z novim figuralnim štukiranim reliefom. Nova je bila tudi notranjost, urejena bolj udobno. Gledališče je dobilo tudi ogrevanje. Svetili pa so s plinom in voščenkami.
V noči na 17. februar 1887 je ogenj popolnoma uničil Stanovsko gledališče. Po požaru so podrli še kar je ostalo od zidov. Na javni dražbi leta 1888 je zemljišče odkupila Filharmonična družba. To je leta 1889 začelo graditi stavbo današnje Slovenske filharmonije. Nova zgradba je bila v glavnem končana leta 1891, dokončana pa do leta 1898. Načrte je leta 1888 izdelal arhitekt Adolf Wagner iz Gradca, ki je bil med letoma 1873 in 1883 predstojnik gradbenega urada v Ljubljani. Med samo gradnjo jih je nekoliko spremenil stavbenik Vilijem Treo.
Stavba ima neorenesančno glavno fasado z zaokroženimi vogali. V stavbi je ena večja koncertna dvorana in manjša za komorne zasedbe. Velika dvorana sega skozi dve nadstropji. Odrski del je polkrožno sklenjen, stene so bogato členjene s pilastri in venčnimi zidci. 
Prvič so stavbo prenovili leta 1937 po načrtih arhitekta Jožeta Platnerja. Veliki dvorani so dodali balkon. Na zadnji strani stavbe so po idejnem predlogu arhitekta Jožeta Plečnika zgradili prizidek. Valovito nagubano fasado z vazami in stebriščem v pritličju so povezali z rečnim obrežjem. Zaradi prizidka so morali zazidati nekaj oken v veliki dvorani. Leta 2001 so stavbo ponovno prenovili. Tokrat po načrtih Biroja 71. Zasteklili so Plečnikovo stebrišče ob sprehajalni obrečni poti ter nadzidali stranski krili.

## Dejavnost
Predstave poklicnih igralcev so se začele že v drugi polovici 17.stoletja. Neprekinjeno pa so se predstave odvijale od leta 1768 dalje. Uprizarjale so se dramske in operne predstave, v glavnem v nemščini, v manjšem deležu pa v italijanščini. Prva predstava v slovenščini je bila krstna uprizoritev Linhartove Županove Micke leta 1789. Med francosko okupacijo v letih 1810 do 1813 je Ljubljana ostala skoraj štiri leta brez igralske družine. 
Ker je primanjkovalo denarja za gradnjo in obnavljanje stavbe, so prodajali lože in sedeže. Kranjski deželni stanovi so svoj del sedežev prav tako oddajali in to na začetku vsake sezone. Abonmaje na lože in glavne sedeže so imeli v zakupu pomembni Ljubljančani, lože ali zaprte sedeže so med drugimi zakupili Blaž Crobath, družina Primic, deželni zdravnik Fran Viljem Lipič, župan Janez Nepomuk Hradecky.